# Joan Jorquera
Joan Jorquera (14 luglio 2000) è un taekwondoka spagnolo.

## Palmarès
- Europei

Sofia 2021: argento nei -63 kg.